# Jiddische Literatur
Jiddische Literatur ist die mit hebräischen Schriftzeichen niedergeschriebene Literatur der jiddischen Sprache.

## Perioden der jiddischen Literatur
| altjiddische Literatur | |  |
| ab 13. Jh.             | Entstehung der altjiddischen Literatur |  |
| 14. Jh. – ca. 1600     | hauptsächlich epische Werke, Gebete |  |
| 16. Jh. – ca. 1800     | hauptsächlich Musar-Werke (philosophisch-theologische, bisweilen rein volkstümlich gestaltete Erbauungsliteratur).                                                                                        |  |
| jiddische Literatur    | |  |
| ab 1800                | Niedergang der altjiddischen Literatur, Aufkommen der modernen jiddischen Literatur: Die Haskalah (Aufklärung) bedient sich des Jiddischen, um breitere Schichten der jüdischen Bevölkerung zu erreichen. |  |

## Altjiddische Literatur
Das Jiddische war die Alltagssprache der aschkenasischen Juden in Mitteleuropa. Hebräisch war dagegen die „heilige Sprache“ der Tora, des Talmuds und anderer religiöser Schriften, rabbinischer Auslegungen und offizieller Urkunden. So hatte die altjiddische Literatur immer einen volkstümlichen Charakter, sie bestand oft aus Epen, die ihre Stoffe aus Bibel, Talmud und Midrasch, aber auch aus weltlichen mittelhochdeutschen und altfranzösischen Vorlagen schöpften.
Der bisher älteste bekannte altjiddische Vers findet sich in einer Handschrift des Wormser Machsor aus dem Jahre 1272.
Mit der Erfindung des Buchdrucks nahm die Verbreitung der Werke der altjiddischen Literatur zu. Wichtige Druckorte befanden sich etwa in Krakau, Venedig, Augsburg, Basel, Prag, Frankfurt am Main und Amsterdam.
Seit dem Hochmittelalter sind beispielsweise auch Fachprosatexte aus dem Bereich der Medizin nachweisbar.

### Werke (Auswahl)
Wichtige Werke der altjiddischen Literatur waren unter anderem
- Dukus Horant (um 1300), Heldenepos mit altgermanischem Stoff
- Schmuel-Buch (2. H. 15. Jh., gedruckt 1544) Augsburg, midraschisches Heldenepos über König David
- Bowo-Buch (1507/08, gedruckt 1541) von Elia Levita in Isny, Ritterepos
- Mlochim-Buch (1519/25), biblisches Heldenepos über die vorbabylonische Zeit
- Koie Buch (gedruckt 1595) von Abraham ben Matitjah Bat Sheva in Verona
- Getlich lid („Loblied auf Gott“) (um 1600) von Schlome Singer in Prag
- Tojtenlid („Totenlied“) und Tojrelid („Toralied“) (um 1600) von Jakob Teplitz
- Ma'assebuch (1602), Basel, Erzählungen
- Zene-Rene (1616) von Jakob ben Isaak Aschkenasi, eine midraschische Paraphrase des Pentateuch.
- Leb Tow (1620) von Isaak ben Eliakum, Mussar-Literatur
- Megileß Winz (um 1648) von Elchanan Heln, Lied über Fettmilch-Unruhen
- die erste jiddische Bibelübersetzung (1678) von Jekutiel Blitz in Amsterdam.
- ßejfer Mescholim („Kuh-Buch“) (1697) von Mosche bar Elieser Wallich in Frankfurt a. M., Fabeln
- 1686 bis 1688 erschien der Dinstagische Kurant, die erste Zeitung in jiddischer Sprache in Amsterdam.
- Sichrojneß („Memoiren“) (1691–1719) von Glückel von Hameln, Tagebuch

## Chassidismus und Haskala
Die Werke der mystisch-religiösen Bewegung des Chassidismus wurden in Hebräisch geschrieben. Nathan von Brazlaw veröffentlichte 1815 einige wichtige Parabeln von Nachman von Brazlaw in Jiddisch, die einen Einfluss auf die spätere jiddische Literatur hatten.
Auch die Ideen der Haskala, der jüdischen Aufklärung wurden ausschließlich in hebräischer Sprache publiziert.
Menachem Mendel Lefin versuchte 1815 einige Bibeltexte auf Jiddisch zu veröffentlichen und stieß dabei auf erheblichen Widerstand.

## Jiddische Literatur im 19. Jahrhundert

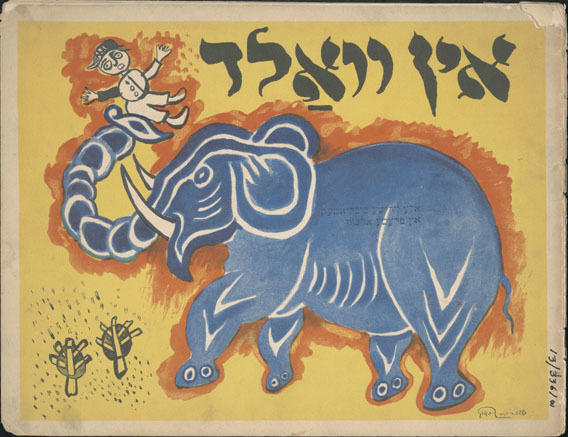
In wald. Leib Kwitkos von Issachar Ber Ryback illustriertes Kinderbuch wurde 1922 in Berlin für Leser in Osteuropa gedruckt.

Die moderne jiddische Literatur begann mit Salomo Ettinger und Abraham Bär Gottlober, auch Israel Aksenfeld. Ihren Höhepunkt erlebte sie in den Werken von Mendele Moicher Sforim, Itzhok Lejb Perez und Scholem Alejchem, den sogenannten drei Klassikern der jiddischen Literatur. Während Mendeles Werke durch ihren Ausdrucksreichtum und einen gesellschaftskritischen Standpunkt geprägt sind, brachte Scholem Alejchem mit Werken wie Josele Solovej oder Monologn neue erzählerische Techniken in die jiddische Literatur ein. Perez dagegen ist vor allem durch seinen literarischen Modernismus und die Darstellung der inneren Welt seiner Figuren bekannt.
Abraham Goldfaden wurde zum Begründer des modernen jiddischen Theaters, Jacob Gordin war bald der meistgespielte Autor auf jiddischen Bühnen.
Im westlichen Sprachraum kam es aufgrund der Assimilierung des Westjiddischen an das Hochdeutsche nicht zu einer vergleichbaren Ausbildung einer sprachlich eigenständigen Literatur, doch finden sich Ausprägungen im Bereich der Mundartdichtung wie in den pfälzisch-jiddischen Werken von Christian Heinrich Gilardone.

## Jiddische Literatur im 20. Jahrhundert

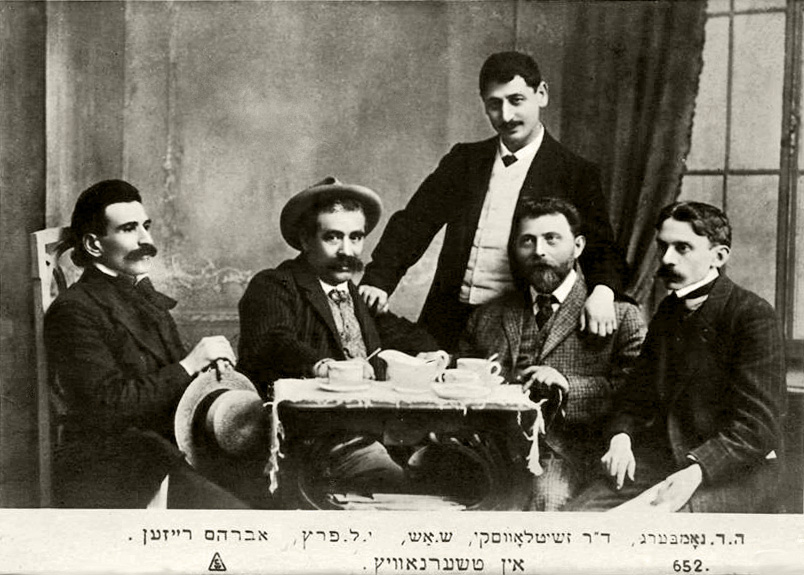
Abraham Reisen, Itzhok Lejb Perez, Schalom Asch, Chaim Schitlowsky und Hirsch David Nomberg 1908 während der Czernowitz-Konferenz (von links)

Die jiddische Literatur entwickelte sich im 20. Jahrhundert mit Autoren wie Salomon An-ski, Josef Opatoschu, Pinchas Kahanowitsch in Russland und der Sowjetunion oder Schalom Asch, Israel Joschua Singer, Moische Broderson, Lamed Shapiro und Isaak Kazenelson in Polen.
Etliche Autoren wanderten in die USA aus. Dort entwickelte sich eine Literaturszene aus Emigranten und Einheimischen. Bekannte Autoren aus der New Yorker Szene waren Morris Winchevsky, Morris Rosenfeld, David Edelstadt oder Yehoash (Solomon Bloomgarden). Eine große Aufmerksamkeit bekam die jiddische Literatur nach dem Literatur-Nobelpreis 1978 für Isaac Bashevis Singer.
Nach dem Zweiten Weltkrieg entwickelte sich mit Schriftstellern wie Avrom Sutzkever oder Lejb Rochman auch eine jiddische Literatur in Palästina und später in Israel. Sutzkever wurde mit Werken wie Fun wilner geto oder Di feßtung als ‚der Dichter des Holocausts‘ bekannt. Ab 1949 gab er in Tel-Aviv die Zeitschrift Di goldne keyt heraus. Das Werk von Rochman setzt sich vor allem mit den traumatischen Erfahrungen des Autors als Holocaustüberlebender auseinander. Sein bekanntestes Buch ist Un in dajn blut solßtu lebn. Jossel Birstein schrieb zunächst ausschließlich auf Jiddisch und übersetzte seine Werke auch auf Ivrit.
Ab der Zwischenkriegszeit wurden auch einige weibliche Autoren bekannt, vor allem Anna Margolin (Rosa Lebensboym), Celia Dropkin und Kadia Molodowsky. Die drei Schriftstellerinnen kamen aus Weißrussland und wanderten später in die USA aus.
Seit der zweiten Hälfte des 20. Jahrhunderts gibt es eine gewisse Anzahl Publikationen jiddischer Werke, die in einer lateinischen Umschrift erscheinen, um das Jiddische auch solchen Interessierten näherzubringen, welche die hebräische Schrift nicht lesen können. Manchmal finden sich beide Schriftarten auf den sich jeweils gegenüberliegenden Seiten.

## Zeitgenössische jiddische Literatur

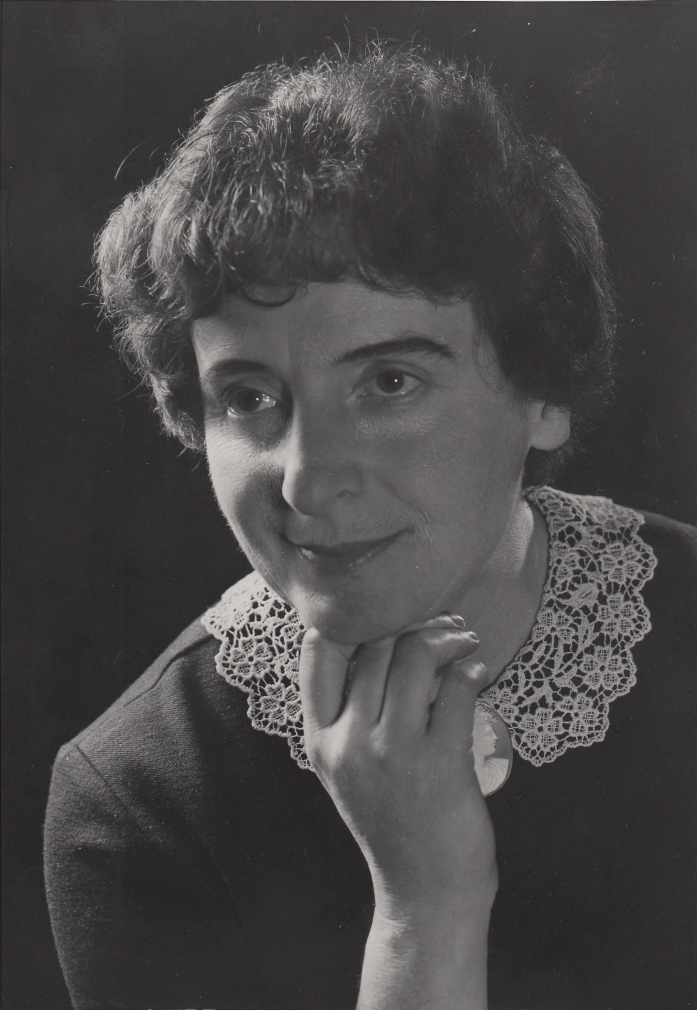
Chava Rosenfarb

Zu den in Europa gebürtigen, vor dem Krieg geborenen jiddischen Autoren, die im 21. Jahrhundert noch publizierten, gehören die in Polen geborene kanadische Autorin Chava Rosenfarb (1923–2011), die aus Litauen stammende und nach Israel ausgewanderte Autorin Rivka Basman Ben-Hayim, der in der Ukraine geborene israelische Autor Mishe Lev (1917–2013) und die austroamerikanische Dichterin und Songschreiberin Beyle Schaechter-Gottesman (1920–2013). Die amerikanische Feuilletonististin und Dramatikerin Miriam Hoffman schreibt für das Forverts, die jiddische Ausgabe des Forward.
Zur Nachkriegsgeneration gehören der 1950 in Moldawien geborene und heute in den USA lebende ehemalige Herausgeber des Forverts Boris Sandler, der 1951 in der Ukraine geborene und 1991 nach Israel ausgewanderte Dramatiker Mikhoel Felsenbaum und der 1956 in Brooklyn, New York (USA) geborene, heute in Litauen lebende Dovid Katz.
Eine jüngere Generation jiddischer Autoren entspringt dem Chassidismus und dem ultraorthodoxen Judentum, beispielsweise Blogautoren wie der unter seinem Pseudonym bekannte Satiriker Katle Kanye und der anonyme Blogger Natirlich.
Beeinflusst von jiddischer Literatur wurden beispielsweise die US-Amerikaner Nathan Englander, Jonathan Safran Foer und Dara Horn, die Jiddisch und Hebräisch studiert hat, aber in Englisch schreibt.

### Anthologien
- Antologje fun der jidischer literatur far jugnt. Erschter tejl zunufgeschtelt fun J. Silberberg un J. Mark, zwejter tejl zunufgeschtelt fun Chaim Bes. Arojßgegebn fun Schul-Zenter bam Alweltlechn jidischn kultur-kongreß. 3. Aufl. Shulsinger Bros., New York 1981. [Jiddisch.]
- An antologje fun der moderner jidischer poesje. An Anthology of Modern Yiddish Poetry. Selected and Translated by Ruth Whitman, with an introductory note by Nobel-prizewinner Isaac Bashevis Singer. 2. Aufl. Workmen’s Circle, New York 1979. [Jiddisch und Englisch.]
- Early Yiddish Epic. Edited and translated by Jerold C. Frakes. Syracuse University Press, Syracuse NY 2014. ISBN 978-0-8156-3355-6. [Englisch.]
- Federmenschen. Jiddische Erzählungen und Gedichte über Feuervögel, Luftreisen, Unglücksraben und gestürzte Engel. Hrsg. von Andrej Jendrusch. Klaus Wagenbach, Berlin 1996. ISBN 978-3-8031-3117-1. [Deutsch.]
- Jiddische Erzählungen von Mendele Mojcher Sforim, Jizchak Lejb Perez und Scholem Alejchem, Auswahl, Übersetzung aus dem Jiddischen und Nachwort von Leo Nadelmann, Manesse Verlag, Zürich 1997, ISBN 3-7175-1678-7.
- The Penguin Book of Modern Yiddish Verse. Edited by Irving Howe, Ruth R. Wisse, and Khone Shmeruk. Penguin Books, New York 1988. ISBN 0-14-009472-5. [Jiddisch und Englisch.]

### Gesamtdarstellungen
deutsch
- Helmut Dinse: Die Entwicklung des jiddischen Schrifttums im deutschen Sprachgebiet. Metzler, Stuttgart 1974, ISBN 3-476-00277-2.
- Helmut Dinse, Sol Liptzin: Einführung in die jiddische Literatur (= Sammlung Metzler. Band 165). Metzler, Stuttgart 1978, ISBN 3-476-10165-7.
- Günter Stemberger: Geschichte der jüdischen Literatur. Eine Einführung. Verlag C. H. Beck, München 1977 (= Beck’sche Elementarbücher), ISBN 3-406-06698-4, S. 149.

jiddisch
- Salman Reisen: Lexikon fun der jiddischer Literatur un Presse. Wilna 1914

englisch
- Mikhail Krutikov: Yiddish Literature. In: The YIVO Encyclopedia of Jews in Eastern Europe. Hrsg. von David Gershom Hundert. Yale University Press, New Haven/London 2008, S. 2059–2084. Auch online.
- Dan Miron: Yiddish Prose. In: The YIVO Encyclopedia of Jews in Eastern Europe. Hrsg. von David Gershom Hundert. Yale University Press, New Haven/London 2008, S. 1472–1477. Auch online.
- Avraham Novershtern: Yiddish Poetry. In: The YIVO Encyclopedia of Jews in Eastern Europe. Hrsg. von David Gershom Hundert. Yale University Press, New Haven/London 2008, S. 1371–1375. Auch online.
- Israel Zinberg (Hrsg.): History of Jewish Literature. KTAV Publishing House u. a., New York NY u. a. 1975, ISBN 0-87068-465-5.

### Einzelne Themen
deutsch
- Paris un Wiene. Ein jiddischer Stanzenroman des 16. Jahrhunderts von (oder aus dem Umkreis von) Elia Levita. Eingeleitet, in Transkription herausgegeben und kommentiert von Erika Timm unter Mitarbeit von Gustav Adolf Beckmann. Niemeyer Verlag, Tübingen 1996.
- Sefer Mišle Šuolim (Buch der Fuchsfabeln) von Jakob Koppelmann. In Originalschrift und Transkription hrsg. und kommentiert von Jutta Schumacher. Buske, Hamburg 2006.
- Helmut Braun (Hrsg.): „My dear Roisele!“ Itzig Manger – Elieser Steinbarg. Jiddische Dichter der Bukowina. Illustrator Arthur Kolnik. Schriftenreihe der Rose Ausländer-Gesellschaft, 6. Üxheim 1996 ISBN 978-3-86575-255-0.[7]
- Elke-Vera Kotowski: „… a thejl fun jener kraft“ – „… ein Teil von jener Kraft“. Jiddische Übersetzungen deutschsprachiger Literatur in der Zwischenkriegszeit (1919–1939). Hentrich & Hentrich, Leipzig 2020, ISBN 978-3-95565-373-6.
- Andreas Martin und Robert Rothmann (Hrsg.): Jetzt aber Tacheles. Jiddische Witze und Anekdoten. Mit einem Vorwort von Landesrabbiner Salomon Almekias-Siegl. R. Brockhaus, Wuppertal 2005, ISBN 3-417-20662-6.
- Tamar Lewinsky: Displaced poets. Jiddische Schriftsteller im Nachkriegsdeutschland 1945–1951 (= Jüdische Religion, Geschichte und Kultur (JRGK). Band 9). Vandenhoeck & Ruprecht, Göttingen 2008, ISBN 978-3-525-56997-9 (Zugl. Diss. phil. Universität München, 2006).
- Timo Obergöker: Erinnerungen von jenseits des Ghettos. Jiddisch in der französischen Literatur nach 1945. in: Fernand Höhner, Susanne Gramatzki u. a. (Hrsg.): Trennstrich oder Brückenschlag. Übersetzen als literarisches und linguistisches Phänomen. Akten des 20. Forums Junge Romanistik 2004. Romanistischer Verlag, Bonn 2009.
- Erika Timm, Gustav Adolf Beckmann: Etymologische Studien zum Jiddischen. Buske, Hamburg 2006.
- Erika Timm, unter Mitarbeit von Gustav Adolf Beckmann: Historische Jiddische Semantik. Die Bibelübersetzungssprache als Faktor der Auseinanderentwicklung des jiddischen und des deutschen Wortschatzes. Niemeyer, Tübingen 2005.
- Oliver Vrankovic: Jiddisch für Einsteiger. Die in Tel Aviv ansässige Initiative Yung Yidish versucht, der Sprache neues Leben einzuhauchen. In: Dschungel, Beilage zu jungle world 42, Berlin 15. Oktober 2017, S. 10–14 (auch online).

englisch
- Adina Bar-El: Children’s Literature. Yiddish Literature. In: The YIVO Encyclopedia of Jews in Eastern Europe. Hrsg. von David Gershom Hundert. Yale University Press, New Haven 2008, S. 322–326 (online).
- Israel Zinberg (Hrsg.): Old Yiddish literature from its origins to the Haskalah period. KTAV Publishing House u. a., New York NY u. a. 1975, ISBN 0-87068-465-5.